# District de Mistelbach
Le district de Mistelbach est une subdivision territoriale du Land de Basse-Autriche en Autriche. C'est l'une des composantes du Weinviertel. Son chef-lieu est Mistelbach

## Géographie

### Lieux administratifs voisins
|  |  |  |
|  |  |  |
|  |  |  |

## Communes
Le district de Mistelbach est subdivisé en 36 communes :
- Altlichtenwarth
- Asparn an der Zaya
- Bernhardsthal
- Bockfließ
- Drasenhofen
- Falkenstein
- Fallbach
- Gaubitsch
- Gaweinstal
- Gnadendorf
- Großebersdorf
- Großengersdorf
- Großharras
- Großkrut
- Hausbrunn
- Herrnbaumgarten
- Hochleithen
- Kreuttal
- Kreuzstetten
- Laa an der Thaya
- Ladendorf
- Mistelbach
- Neudorf bei Staatz
- Niederleis
- Ottenthal
- Pillichsdorf
- Poysdorf
- Rabensburg
- Schrattenberg
- Staatz
- Stronsdorf
- Ulrichskirchen-Schleinbach
- Unterstinkenbrunn
- Wildendürnbach
- Wilfersdorf
- Wolkersdorf im Weinviertel